# The Young Mother's Home
The Young Mother's Home (en francés: Jeunes mères) es una próxima película belga dramática escrita, dirigida y producida por Jean-Pierre y Luc Dardenne.
La película se estrenará mundialmente en la competencia principal del Festival Internacional de Cine de Cannes de 2025, donde fue nominada a la Palma de Oro.

## Argumento
Cinco madres jóvenes: Jessica, Perla, Julie, Naïma y Ariane, y sus hijos, están alojadas en un centro para madres jóvenes.

## Reparto
- Lucie Laruelle como Perla
- Babette Verbeek como Jessica
- Elsa Houben como Julia
- Janaïna Halloy Fokan como Ariane
- Samia Hilmi como Naima
- Jef Jacobs como Dylan
- Günter Duret como Robin
- Christelle Cornil como Nathalie
- India Hair como Morgane
- Joely Mbundu como Angèle

## Producción
La película está producida por los Hermanos Dardenne junto con Delphine Tomson para Les Films du Fleuve, en coproducción con Archipel 35 y The Reunion. Ha recibido financiación del fondo de inversión regional Wallimage de Valonia. El reparto incluye a India Hair. En marzo de 2025, se informó de que el título de la película era «The Young Mothers' Home».
El rodaje tuvo lugar en Banneux en Valonia en agosto de 2024.